# Тукманка
Тукманка — река в России, протекает по Щучанскому району Курганской области, около устья по границе с Шумихинским районом. Устье реки находится в 177 км по правому берегу реки Миасс. Длина реки составляет 20 км.

## Данные водного реестра
По данным государственного водного реестра России относится к Иртышскому бассейновому округу, водохозяйственный участок реки — Миасс от города Челябинск и до устья, речной подбассейн реки — Тобол. Речной бассейн реки — Иртыш.
Код объекта в государственном водном реестре — 14010501012111200003744.